# Adolphe Sicé
Marie-Eugène-Adolphe Sicé, francoski general, * 23. december 1885, † 21. marec 1957.